# Bijuri
Bijuri è una suddivisione dell'India, classificata come nagar panchayat, di 28.263 abitanti, situata nel distretto di Shahdol, nello stato federato del Madhya Pradesh. In base al numero di abitanti la città rientra nella classe III (da 20.000 a 49.999 persone).

## Geografia fisica
La città è situata a 23° 17' 05 N e 82° 06' 20 E.

## Società

### Evoluzione demografica
Al censimento del 2001 la popolazione di Bijuri assommava a 28.263 persone, delle quali 14.780 maschi e 13.483 femmine. I bambini di età inferiore o uguale ai sei anni assommavano a 4.451, dei quali 2.302 maschi e 2.149 femmine. Infine, coloro che erano in grado di saper almeno leggere e scrivere erano 17.340, dei quali 10.394 maschi e 6.946 femmine.